# آرمونتیو
آرمونتیو (به فرانسوی: Armentieux) یک کمون در فرانسه است که در canton of Marciac واقع شده‌است. آرمونتیو ۴٫۸۳ کیلومتر مربع مساحت دارد ۱۵۹ متر بالاتر از سطح دریا واقع شده‌است.